# Rio Cerna (Râuşor)
O Rio Cerna é um rio da Romênia, afluente do Râuşor, localizado no distrito de Hunedoara.